# .gi
.gi  es el dominio de nivel superior geográfico para Gibraltar.
A causa de la coincidencia de la abreviatura, también se usan los dominios .gi en España, para referirse a la provincia de Gerona (en catalán: Girona).